# 132 Pułk Piechoty (Cesarstwo Niemieckie)
132 pułk piechoty (1 Dolnoalzacki) (niem. 1. Unter-Elsässisches Infanterie-Regiment Nr. 132)  – oddział piechoty niemieckiej okresu Cesarstwa Niemieckiego.

## Charakterystyka
Pułk został sformowany 24 marca 1881. Stacjonował w  Strasburgu . Wchodził w skład  XV Korpusu Armijnego . Wiosną 1914 był w strukturze 39 Dywizji Piechoty.
W wyniku mobilizacji, w sierpniu 1914 pułk osiągnął gotowość bojową i w składzie 61 Brygady Piechoty został wysłany na front zachodni.
Na stopie wojennej pułk liczył początkowo 3287 żołnierzy i dysponował 53-osobowym sztabem. Jego trzon stanowiły trzy bataliony piechoty liczące etatowo po 1079 żołnierzy. Te dzieliły się na cztery trzyplutonowe kompanie. Ponadto pułk posiadał organiczną kompanię karabinów maszynowych. W kolejnych latach w armii cesarskiej następowała restrukturyzacje wojsk. Wprowadzono nowy model „dywizji wz. 1915”. Zgodnie z jej etatem, pozostawiono w pułku 97-osobową kompanię karabinów maszynowych z 15 kaemami, ale liczebność batalionu piechoty zmniejszono do 650 żołnierzy. Słabszym liczebnie batalionom dodano jednak kompanię karabinów maszynowych, a w 1917 pluton granatników i pluton moździerzy.

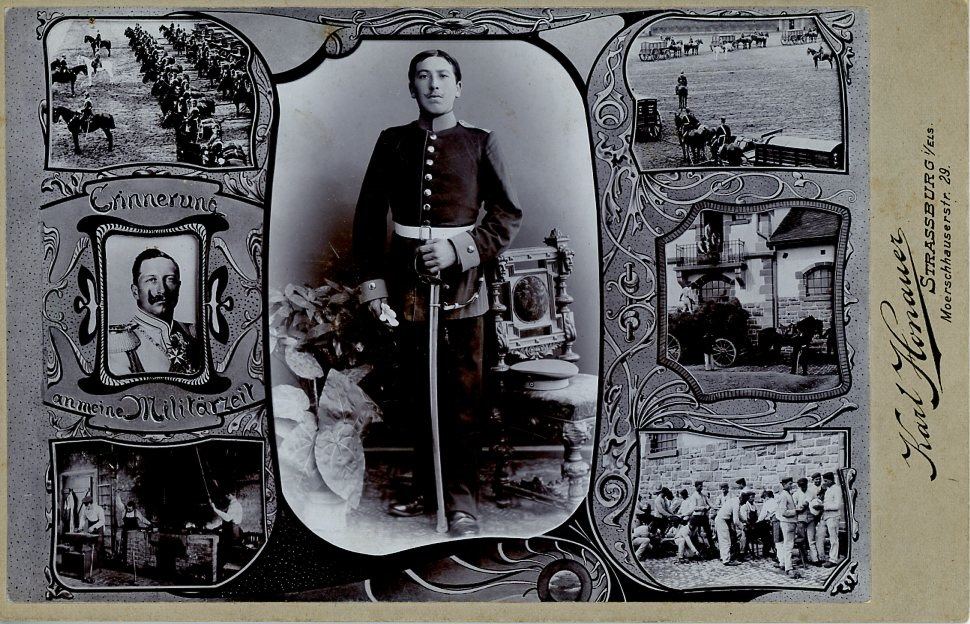